# Фесс
Фесс — персонаж ряда произведений Ника Перумова об Упорядоченном. Настоящее имя Кэр Лаэда, также известен под именами Неясыть и Aёct’ann (Смотрящий Ночью).

## Алмазный Меч, Деревянный Меч
"Вначале он, бесспорно, считал себя именно изгоем. Когда пребывал в ипостаси Неясыти. Сейчас же -- как прямым текстом говорится в книге -- "Эвиал -- это мой мир", и Фесс намерен драться за него, ибо именно здесь он познал и дружбу, и любовь, и ненависть."
Фесс родился в Долине магов, где ему было дано имя Кэр Лаэда. Спустя некоторое время убежал из Академии Магии и отправился путешествовать по Междумирью. Судьба забросила его в мир Мельина, где стал одним из лучших воинов Серой Лиги — элитной гильдии наёмников, выполняющих самые опасные задания. Там ему дали имя Фесс. После битвы с магами ордена Радуги, Фесс был одним из немногих, кто выжил из Серой Лиги, и единственным, кто продолжил служить Императору.
 
В мире Мельина исполняются пророчества Спасителя: вооружившись Алмазным и Деревянным Мечами, гномы и эльфы идут войной на людей. В последний момент Фесс захватывает оба Меча. Он скрывает артефакты в тайнике, запечатанном собственной кровью и сознанием, проваливается в Мельинский Разлом и теряет память.

## Хранитель Мечей
Потеряв память и провалившись в мир Эвиала через Мельинский Разлом, Фесс из Серой Лиги вновь пытается обрести своё «я» и найти дорогу домой. Он поступает в Академию Высокого Волшебства в Ордосе и становится некромантом. Упокаивая волнуемые Западной Тьмой кладбища по заказу баронов Семиградья, вступает в конфликт с Эгестской, а затем и с Аркинской Святой Инквизицией. Приговорённых к смертной казни Святой Церковью Фесса, Прадда и Сугутора спасает нападение Империи Клешней на город Арвест, в котором происходила казнь. Во время сражения Фесс замечает ранее встреченную им девушку Атлику, которая сливается со Тьмой, прочитав трактат Салладорца, и стирает с лица земли весь город Арвест.
Фесс продолжает упокаивать кладбище в западных землях Эвиала. Он встречает свою настоящую любовь — полуэльфийку Рысь из Храма Мечей. Фесс получает заказ на убийство ведьмы, насылавшей проклятия на окрестные деревни. Такое же задание получает выпускник Ордосской Академии, маг Воздуха Эбенезер Джайлз. Вопреки желанию, им приходится работать вместе, но, в конце концов, Инквизиция казнит Эбенезера, а взбешённый Фесс, Рысь, Прадд и Сугутор штурмуют Эгестскую Инквизицию. Фесс теряет своих друзей, и его жизнь спасает королева Вечного Леса Вейде.
Преследуемый лучшими бойцами Инквизиции, вынужденный оставаться в полном одиночестве, Кэр Лаэда бежит в восточный Салладор. Чем больше он узнаёт о прошлом Эвиала, тем более зловещими становятся прогнозы: за Эвиал сражаются несколько надмировых сил. Западная Тьма вновь и вновь вступает с ним в диалог, предлагая ему стать Разрушителем и освободить её, но он отказывается. В Салладорских пустынях Фесс попадает в западню Святой Инквизиции, но его спасают птенцы Салладорца, некогда ведомые Атликой, «ушедшей» во Тьму и стеревшей с лица целый город Арвест. Фесс пытается всячески предотвратить воскрешение тёмного мага Салладорца, написавшего трактат о «Сущности Инобытия», но, пытаясь спасти жизнь Птенцов, попадает в лапы инквизиторов. Его доставляют в Аркин, и казнь предотвращают лишь совместные усилия эльфийского голема, в который королева Вейде поместила не покинувшую Эвиал душу Рыси, и гномы Эйтери.
Западная Тьма становится всё сильнее, а Кэр Лаэда бежит в южный Аррас, где он вступает в отряд «белых слонов» и сражается с порождёнными Западной Тьмой чудовищами Леса Когтя. В чащобах южных джунглей он встречает Императора и спасённую им Сеамни. Трое оказываются в Скалвелле, прибрежном городе, на который нападает Империя Клешней. Построивший оборону города Император уходит с эльфийкой через пуповину Разлома, а Фесса, наконец, настигает Клара Хюммель, ищущая Алмазный и Деревянный Меч по заказу Молодого Бога Ямерта. Они вместе защищают Скалвелл, но выброшенная Кларой энергия переходит определённый порог, и на волю вырывается Зверь, порождённый Бельтом в книге «Дочь Некроманта». Изначально Зверя побеждают девять Драконов-Хранителей, но из-за неосторожности Клары, Зверь оживает. Фесс вынужден принять силу Западной Тьмы, чтобы уничтожить Зверя, что подталкивает его становление как Разрушителя. В процессе битвы Зверя и Драконов-Хранителей, одна из них умирает, а её дочь подбирает Фесс.
В первой книге цикла «Война Мага» Фесс входит в Чёрную Башню, порождение Западной Тьмы. Башню штурмуют объединённые армии Эвиала, и в последний момент Фесс и драконница Рысь ускользают из Башни. Они путешествуют в Салладор, чтобы предотвратить возрождение Эвенгара Салладорского, но прибывают слишком поздно. Эвенгар оживает, и его цель — заполучить две половины Аркинского Ключа, артефакта, созданного Спасителем с целью ограничить Западную Тьму. Империя Клешней атакует Аркин, и Спаситель начинает свой спуск в мир Эвиала. Фесс путешествует к Яме Уккарона, чтобы договориться с Тёмной Шестёркой, Древними Богами Эвиала.
Фесс и Драконы прибывают на остров Утонувший Краб, где брандейские маги и дуотты, при поддержке Хаоса, Дальних, Неназываемого и Спасителя, построили Великую Пирамиду, способную пробить оболочку Эвиала, созданную Хедином. Эвенгар Салладорский готовился совершить прорыв Западной Тьмы и для этого увеличивал свою мощь, принося в жертву пленённых Древних Богов со всего Упорядоченного. Фесс, Хаген и подмастерья Хедина вступают с ним в бой, но Эвенгара ранит Архимаг Долины Игнациус Коппер. Салладорец падает в пирамиду, Фесс и Рысь устремляются за ним. Они летят до самого центра планеты, где Яма Уккарона переходит в Великую Пирамиду. Там, при помощи Ордена Прекрасной Дамы, Драконов-хранителей, Тёмной Шестёрки и Сигрлинн, которая вовремя передала управление Чёрной Башней Фессу, Кэр Лаэда вливает всю энергию Западной Тьмы и выделяемую взрывами Кристаллов Силу в Чёрную Башню. Он направляет удар Башни, которая утащила за собой весь Эвиал, в Мельинский Разлом, таким образом соединяя два мира в один и уничтожая разом брандейцев, Спасителя, Смертный Ливень и дуоттов. Сам же Кэр Лаэда и его приёмная дочь проваливаются на Дно Мира, где герой впадает в спячку, а дочь остаётся охранять его сон.

## Отзывы
"Я читаю роман, узнаю характер героя, выписываю все имеющиеся в тексте описания его внешности...Иногда я набрасываю несколько вариантов персонажа и показываю их автору. Кстати, к Фессу было сделано в общей сложности около тридцати таких эскизов."
"Некоторые называют его «куклой для битья», и здесь есть доля правды. Судьбе этого мага вряд ли можно позавидовать. Куда бы он ни пришел, всюду его поджидают неприятности....Фесс хорош тем, что не является очередной сюжетной матрешкой, которая должна проглотить предыдущую лишь ради того, чтобы через некоторое время самой оказаться внутри более крупного экземпляра. Популярнейший маг российского фэнтези..."
* Фесс занял 5-е место в рейтинге «ГЛАВНЫЕ ГЕРОИ ФЭНТЕЗИ!» журнала Мир Фантастики. Кроме того Мир Фантастики по итогам 2006 года признали Фесса героем года